# Диалог с иудеем Трифоном
Разговор с Трифоном Иудеем также Диалог с иудеем Трифоном — апологетическое произведение раннехристианского писателя Иустина Мученика (ок. 100—165), первое известное в жанре христианской антииудейской литературы. Наряду с двумя «Апологиями», относится к числу произведений Иустина, не вызывающих сомнения в его авторстве. Центральной проблемой «Диалога» является определение отношения христианства к иудаизму, что являлось актуальной проблемой для христианства во II веке. Написано в форме диалога и состоит из 142 глав. Является первым развёрнутым изложением христианского учения.

## Контекст и датировка

### Иустин и его труды
Иустин Мученик, один из ключевых раннехристианских апологетов, обратившийся в христианство около 130 года после поисков истины в стоицизме, аристотелизме, пифагореизме и платонизме, основал в Риме христианскую философскую школу, где защищал веру вплоть до мученической смерти около 165 года. Его сочинения, адресованные как внутрицерковной аудитории, так и внешним оппонентам, сочетали апологетическую и катехизическую цели. Иустин оставил значительное литературное наследие, однако большая часть приписываемых ему текстов считается неподлинной. Достоверно аутентичными признаны две «Апологии» и «Диалог с Трифоном Иудеем». Сам Иустин упоминал трактат против ересей, а Ириней Лионский сообщал о его полемике с Маркионом. Евсевий Кесарийский добавляет к списку сочинения «О душе», «О единстве Бога», посвящённое теме демонологии обращение «К эллинам», и некий псалтирь, содержание которого неизвестно. Фотий также упоминает труды «О природе» и опровержение основных обвинений против христианства. Среди сохранившихся под именем Иустина работ лишь «Апологии» и «Диалог» не вызывают сомнений.
Первая «Апология» и «Диалог» рассматривают проблему взаимоотношения ранних христиан с иудеями, и обе «Апологии» также касаются отношений с язычниками. Причисляя в главе 29 себя к язычникам и называя самаритян своими соотечественниками (120), Иустин демонстрирует сложную идентичность. Однако «Диалог», возможно, его последний труд, своей направленностью против иудаизма продолжает тему более ранней «Первой Апологии». Подобный подход мог иметь прецеденты в утраченном «Диалоге Иасона с Паписком» между иудеем и обращённым и в «Послании Варнавы», где обсуждались отмена Завета с иудеями и исполнение мессианских пророчеств о Христе. Как и Варнава, Иустин, вероятно, использовал сборники библейских свидетельств, но его «Диалог» остаётся новаторским.
Полемика, как элемент самозащиты через опровержение оппонента, характерна для апологетики, не только христианской. Например, Иосиф Флавий в своём трактате «Против Апиона» защищал иудаизм против греков. По мнению британского историка Тессы Раджак, создание конфликта усиливает убедительность, формируя самоидентификацию через противопоставление «другому». В «Диалоге» полемика интенсивна, хотя включает моменты диалога, что отличает его от чисто риторических конструкций.

### Проблема подлинности
Проблему подлинности «Диалога» активно обсуждали в XVIII и первой половине XIX века, решив положительно. Последним вопрос исследовал Эрвин Прёйшен в 1920 году. Текст трёх подлинных произведений Иустина Мученика основывается преимущественно на единственной рукописи — Paris 450. Манускрипт подписан датой 11 сентября 1363 года, находящийся не в идеальном состоянии и включающей 12 приписываемых Иустину сочинений. Не сохранилось посвящение, частично утрачены главы 73 и 74. Утраты, возможно, более значительны, так как из сохранившегося текста не видно, чтобы разговор прерывался, в то время как из логики рассказа следует, что он происходил в течение нескольких дней. Хотя рукопись неполная, текст «Диалога» считается более надёжным, чем у «Апологий». Возможно, произведение было изначально существенно обширнее, но позднее сокращено нерадивым переписчиком. Иоанн Дамаскин, ссылаясь на 82 главу, говорит о второй книге «Диалога».
«Диалог», несмотря на значительный объём, сопоставимый с четырьмя каноническими Евангелиями, и сложность, признаётся аутентичным. Произведение содержит стилистические особенности Иустина, ссылается на «Первую Апологию» и упоминается Евсевием. Различия в богословских акцентах между «Диалогом» и «Апологиями» (например, влияние платонизма в противопоставлении эллинизированному иудаизму) не опровергают авторства, но отражают контекст полемики.
Дата создания «Диалога» точно не установлена. Поскольку в произведении упоминается «Первая Апология» (120.5), оно написано после неё, но до смерти Иустина. Мученичество Иустина произошло во время исполнения Юнием Рустиком обязанностей префекта Рима, то есть между 162 и 168 годами. Датировка «Апологии», в свою очередь, основывается на том, что она посвящена императору Антонину Пию и его приёмным сыновьям Марку Аврелию и Луцию Веру. Последний из них, родившийся в 130 году, назван «философом» и «любителем наук», что не позволяет датировать «Первую Апологию» ранее 145 года. Другие соображения уточняют период написания «Диалогов» до 155—167 годов.

## Содержание

### Вступление: место, время, участники
Произведение написано на греческом языке. Композиционно оно следует традиции платоновских диалогов: апологет, одетый как философ, встречает у Ксиста (др.-греч. ξυστός) иудея Трифона и его спутников, после чего излагает свой путь к «истинной философии» — христианству, обнаруженному через беседы с неким старцем, и изучение ветхозаветных пророков. Трифон критикует его выбор, утверждая, что следование закону Моисея предпочтительнее веры в «вымышленного Христа», и призывает вернуться к платонизму. Жанр диалога предполагает, что «ведущий» персонаж изначально знает истину, и в ходе общения подводит к ней второго участника. «Ведущим» в данном случае выступает сам Иустин, а Трифон варфыступает как его вполне благожелательно настроенный собеседник. О нём автор сообщает лишь то, что он спасся от восстания Бар-Кохбы 132—136 годов. Ксист, по мнению Евсевия, находился в Эфесе, однако то мог быть и одним из городов Греции, где, как сообщает Трифон, он провёл много времени. Упоминание восстания может служить метафорой неприемлемых для Иустина аспектов иудаизма — мятежности и ложного мессианизма. Упоминания о войне, встречающиеся также в первой «Апологии» (31.6), предполагают осведомлённость аудитории Иустина о событиях, формируя общий культурный контекст и подчёркивая теологическую критику. Трифон, со своей стороны, читал Евангелие (10). Учитывая, что Трифон, как сообщает автор, учился у «Коринфа, последователя Сократова, в Аргосе», он мог быть светским мыслителем, а не раввином. Предположение об идентификации Трифона с рабби Тарфоном, основанное только на сходстве имён, маловероятно.
Диспут, как считается, продолжался два дня, на что указывает фраза из главы 85: «Тогда один из пришедших во второй день, по имени Мнасей, сказал: — и нам приятно, что ты стараешься для нас повторить то же самое». Текст, обозначающий завершение первого дня и начало второго утрачен.
Среди исследователей существую различные точки зрения на то, кто подразумевался под старцем, появляющимся в главе 3. Как правило, его идентифицируют с классической фигурой мудреца, подобного Пармениду у Платона или Мениппа у Лукиана. В седьмой главе через речь старца вводится тема пророков как носителей божественного откровения, превосходящих философов древностью и истинностью. В результате происходит переход к аргументации через чудеса и Писание — сферу, общую для иудеев и христиан. Философский дискурс, ранее обсуждавшийся, отходит на второй план: молитва о «дверях света» подчёркивает, что истинное понимание достигается лишь через Бога и Христа. Данный эпизод предваряет обращение Иустина к христианству, завершая вводную часть и задавая тон последующей полемике.

### Основная часть: апология
Единого подхода к структурированию «Диалога» нет, но как правило считается, что излагаемое после пролога доказательство истинности христианства делится на три основные части, хотя исследователи приводят различные границы частей. Первая часть (главы 11-31) рассматривает природу и обязательность Моисеева закона: Иустин утверждает, что закон был дан иудеям как «знак упрёка», по причине их извечной склонности ко греху. Оправдание, по его мысли, существовало ещё до установления обрезания и всегда оставалось независимым от иудейского законничества. Хотя закон несомненно был дарован Богом, оправдание в истории Израиля основывалось на нравственной целостности и чистоте сердца, а не на соблюдении обрядовых предписаний.
Вторая часть (главы 32—110) посвящена природе, истории и значению Иисуса Христа, представленного как воплощение спасительной силы, предвозвещённой пророками в рамках иудаизма. Раздел, однако, осложнён частыми отступлениями, из-за которых логика аргументации теряется. Иустин опирается исключительно на Священное Писание, игнорируя философов, и строит доказательства на экзегезе Ветхого Завета. Здесь детально обсуждаются Воплощение, Распятие, возможность существования «Второго Бога» и рождения от Девы, богочеловеческая природа Христа после воплощения, необходимость Крестной смерти и Воскресение. Акцент на ветхозаветных пророчествах подчёркивает, что Христос — не новое явление, а исполнение и раскрытие подлинной сути иудаизма. Трифон в главе 36 требует доказательств соответствия библейских пророчеств евангельским событиям, но Иустин, вместо прямых параллелей, приводит обширные цитаты из Писания, и на протяжении последующих глав так и не даёт ответ на поставленный вопрос. Его стратегия соответствует приёмам апологетики II века: Иустин опирается не на систематическое сопоставление с Евангелиями, а на авторитет Писания, предполагая, что для христианской аудитории мессианство Иисуса — аксиома.
Последняя часть (главы 111—142) утверждает, что последователи Христа суть «Истинный Израиль» — чада обетования, наследники тех иудеев, которые обретали оправдание в прошлом. Завершается текст призывом к Трифону и его спутникам принять истину и обратиться в христианство.

### Заимствования и цитаты
В трудах Иустина встречаются фрагменты, напоминающие канонические Евангелия, что породило дискуссии об их литературной связи. В XIX — начале XX веков расхождения в цитатах объясняли использованием им внеканонических евангелий, пре- или постсиноптических источников, либо ошибками памяти; некоторые учёные отрицали привлечение иных текстов, кроме канонических. В XX веке исследования стали реже, однако Э. Р. Бакли (E. R. Buckley) выдвинул тезис: Иустин изначально знакомился с речениями Христа через источник, где они имели иную форму и контекст (возможно, «Евангелие», упомянутое в главе 100 «Диалога»). По мнению Бакли, источник содержал не только изречения, но и описание жизни и смерти Христа, а позднее Иустин, хотя и читал синоптиков, цитировал именно его. Вопрос о формировании евангельской традиции рассматривался Гельмутом Кёстером, который выделил зависимость апостольских отцов от письменных и устных источников. Однако в случае Иустина Мученика, по мнению Кёстера, основу составили канонические Евангелия. Анализ евангельских цитат у Иустина показал, что апологет использовал синоптические тексты не систематически, а преимущественно для толкования Ветхого Завета. Точное цитирование, как отмечает Кёстер, встречается лишь там, где сами Евангелия ссылаются на ветхозаветные пророчества.
Американский библеист Артур Беллинцони (Arthur J. Bellinzoni) полагает, что расхождения между цитатами из канонических Евангелий в трудах Иустина Мученика и самими евангельскими текстами вряд ли были вызваны ошибками переписчиков: если бы такие искажения имели место, они проявлялись бы как сближение с каноническими версиями, чего не наблюдается. Напротив, значительные отличия в речениях Иисуса у Иустина указывают на независимый источник, не подвергшийся позднейшей редакции. Исследование французского библеиста Доминика Бартелеми фрагмента греческого текста Мих. 4:3—7, обнаруженного в иудейской пещере после восстания Бар-Кохбы, подтверждает данную гипотезу. Текст почти идентичен цитате из «Диалога» (109), причём совпадения с версией Иустина преобладают над расхождениями с Септуагинтой. Бартелеми заключил, что апологет опирался на актуальный для его времени иудейский текст, что также подкрепляет доверие к сохранности рукописей. Выводы учёного служат основой для дальнейших исследований зависимости Иустина от источников.
В «Диалоге» Иустин избегает прямых ссылок на апостола Павла, несмотря на хорошее знакомство с его трудами. Как отмечают исследователи, аргументы Иустина в главах 95-96 явно перекликаются с идеями из Послания к Галатам 3, а при цитировании Ветхого Завета он чаще опирается на версии, приведённые в Послании к Римлянам, особенно в главах 9—11, где обсуждаются вопросы Закона и отвержения Евангелия иудеями. По мнению норвежского историка Оскара Скарсауне, Иустин заимствовал структуру аргументации Павла, адаптируя её для диалога с иудеем Трифоном. Отсутствие явных упоминаний Павла объясняется целью Иустина: убедить Трифона в мессианстве Иисуса, опираясь на авторитетные для обоих источники — еврейские Писания и философию. Поскольку Павел не являлся авторитетом для Трифона, ссылки на него могли бы осложнить диалог. Иустин сознательно ограничивает использование христианских текстов, включая логии Иисуса, делая акцент на пророчествах Ветхого Завета и представлении христианства как «истинной философии», восходящей к пророкам. Таким образом, стратегия апологета строится на поиске общих оснований, исключая спорные для собеседника элементы. Другой подход к анализу места трудов апостола Павла в представлении Иустина о составе Библейского канона состоит в анализе предполагаемой аудитории «Диалогов».

## Назначение

### Реальная или вымышленная дискуссия
Резюмируя мнение исследователей, сложившееся к началу XX века, американский историк Эрвин Гудэнаф отмечал, что в «Диалоге» замысел автора значителен, но исполнение слабо: основная структура произведения раскрывается лишь при внимательном повторном прочтении. Традиционное мнение о том, что текст фиксирует реальную дискуссию, малоправдоподобно. Хотя аргументы Иустина, вероятно, отражают типичную для подобных споров полемику, сам «Диалог», по его мнению, скорее представляет собой собрание возможных доказательств, чем стенограмму конкретного обсуждения. Трифон изображён как «подставной оппонент»: его реплики предсказуемо подводят к нужным контраргументам, он не ставит Иустина в затруднительное положение, а лишь служит инструментом для изложения позиции апологета. Даже его мнимые возражения не нарушают логику авторского замысла. Указание Евсевия Кесарийского на то, что диалог состоялся в Эфесе, вероятно, восходит к утраченному введению самого Иустина и является частью литературного оформления текста. Попытки объяснить стилистическую непоследовательность и повторы как следствие двухдневной импровизированной дискуссии требуют необоснованного допущения, что Евсевий располагал независимыми свидетельствами об обстоятельствах создания произведения. Реальные диспуты между евреями и христианами, вероятно, носили более острый характер, чем изображённый в тексте, что дополнительно подчёркивает его условно-полемическую природу.
До XX века преобладала теория об иудейской аудитории «Диалога». Адольф фон Гарнак первым высказал предположение о том, что произведение могло быть адресовано прежде всего язычникам. Некоторые исследователи, как, например, Феодор Стилианопулос, полагают, что произведение предназначалось как иудеям, так и язычникам. Немецкий иезуит Альфред Федер полагал, что евреям, но не палестинским, а эллинизированным. Также высказывалось мнение, что «Диалоги» предназначались для ознакомления с ветхозаветной проблематикой христианских читателей.

### Отношения с иудеями
Иустин демонстрирует в «Диалоге» необычно высокий уровень знакомства с учением фарисеев, в то время передававшимся устно. Объяснение, видимо, содержится в замечании Трифона из главы 50, где тот говорит Иустину, что "ты часто бывал в состязании со многими обо всех спорных предметах, и потому теперь можешь отвечать на все, о чём тебя ни спросят. Эрвин Гудэнаф полагает более вероятным, что Иустин необходимую для полемики информацию почерпнул из книг, но не на древнееврейском, которым не владел. Моисеев закон Иустин обсуждает только в «Диалоге». По мнению О. Скарсауне сведения Иустина об иудаизме были почерпнуты из раннего иудеохристианского текста, возможно, того же, что лёг в основу Псевдо-Климентин.
После 8-й главы атмосфера в диалоге Иустина Мученика с Трифоном накаляется. В разделах до 35-й главы диалог практически исчезает, уступая место пространным библейским цитатам, включая гневные пророчества Исаии. Согласно толкованию Иустина, эти тексты обличают грехи иудеев, оправдывают их страдания и отвержение Богом, а также провозглашают установление «нового порядка» через Христа. Экзегетические пояснения усиливают эмоциональное воздействие на читателя. В главе 38 Трифон, апеллируя к запрету своих учителей, обвиняет христиан в «богохульных» учениях, таких как вера в распятого Мессию. Иустин также неоднократно упоминает о том, что в синагогах иудеи проклинают христиан, что может являться отсылкой к ритуалу биркат ха-миним. Однако в последующих главах (38—48) его вопросы демонстрируют нарастающую неуверенность: в главе 39 он называет аргументы Иустина безумием, но постепенно утрачивает риторические позиции. Кульминацией становится вопрос о судьбе праведников, живших по закону Моисея (45), который позволяет Иустину раскрыть христианскую эсхатологию и христологию. Доказательства божественности Христа, основанные на библейских текстах, подавляют немногочисленные возражения Трифона, трансформируя диалог в монологическую проповедь.
Иустин не оригинален в своём опровержении иудаизма, а опирается на известные ранее аргументы. Его тезисы о необязательности Закона и обрезания для оправдания, основанные на примере Авраама, а также идея о христианах как «истинном Израиле» восходят к учению апостола Павла. Единственным относительно новым элементом может быть трактовка Закона как наказания за грехи иудеев в знак божественного неудовольствия. Гудэнаф полагает, что несмотря на обширное использование Писания, Иустин демонстрирует поверхностное знакомство с текстами: он путает цитаты пророков, что указывает на работу с письменными источниками, а не глубокое знание Ветхого Завета.
По мнению В.-С. Боксера, в той степени, в какой идеи Иустина вошли в мейнстрим христианской мысли, их оценка имеет значение в наши дни. Вступая на стезю толкования Иудейской Библии, Иустин, фактически, по мнению современного американского раввина Бен-Сиона Боксера пишет мидраш. Даниэль Боярин помещает «Диалог» на границе формирующихся концепций ереси и ортодоксии, как для иудеев, так и для христиан из числя язычников.

### «Диалог» и язычники
Основным аргументом в пользу языческих адресатов «Диалога» является упоминание в главе 141 «дорогого Марка Помпея». Поскольку посвящение в начале рукописи утрачено, не известно, были ли он формальным адресатом произведения. Судя по имени, Марк был римлянином и, следовательно, язычником. В то же время, как отмечает Стилианопулос, евреи нередко заимствовали римские имена, и еврея вполне могли звать Марком Помпеем. В таком случае, произведение, хотя и направленное против иудеев, предназначалось римлянам, благосклонно расположенным к иудаизму и христианству, но не понимающим глубоко разницу между религиями.

## Переводы и издания
- Justini Philosophi et Martiri Opera / J. K. T. von Otto. — Jena, 1876. — Vol. I.
- Dialogue avec Tryphon / Tr. fr. et text gr. par G.  Archambault. — Paris: A. Picard, 1909. — Vol. I, II.
- Iustini Martyris Apologiae pro Christianis. Iustini Martyris Dialogus cum Tryphone / Miroslav Marcovich[англ.] (Hgg.). — Walter de Gruyter, 2002. — 550 p. — ISBN 9783110924237.
- St. Justin Martyr. Dialogue with Trypho / Tr. by Thomas B. Falls, revised by Thomas P. Halton, ed. by Michael Slusser. — Washington, D.C.: The Catholic University of America Press, 2003. — Vol. 3. — 229 p. — (Selections from the Fathers of the Church). — ISBN 0-8132-1341-x.
- Justin Martyr. Dialogue avec Tryphon / Éd. critique, tr. et comm. Ph. Bobichon. — Fribourg: Academic Press, 2003. — 563 p.